# Камень (Овручский район)
Камень (укр. Камінь) — село на Украине, находится в Овручском районе Житомирской области.
Код КОАТУУ — 1824281303. Население по переписи 2001 года составляет 99 человек. Почтовый индекс — 11117. Телефонный код — 4148. Занимает площадь 0,4 км².

## Адрес местного совета
11117, Житомирская область, Овручский р-н, с.Великая Черниговка